# Gmina Kamieniec Ząbkowicki
Die Gmina Kamieniec Ząbkowicki ist eine Stadt-und-Land-Gemeinde im Powiat Ząbkowicki der Woiwodschaft Niederschlesien in Polen. Sie hat etwa 8000 Einwohner und ihr Sitz ist die gleichnamige Stadt (deutsch Kamenz, früher Camenz in Schlesien) mit etwa 4400 Einwohnern.

## Geographie

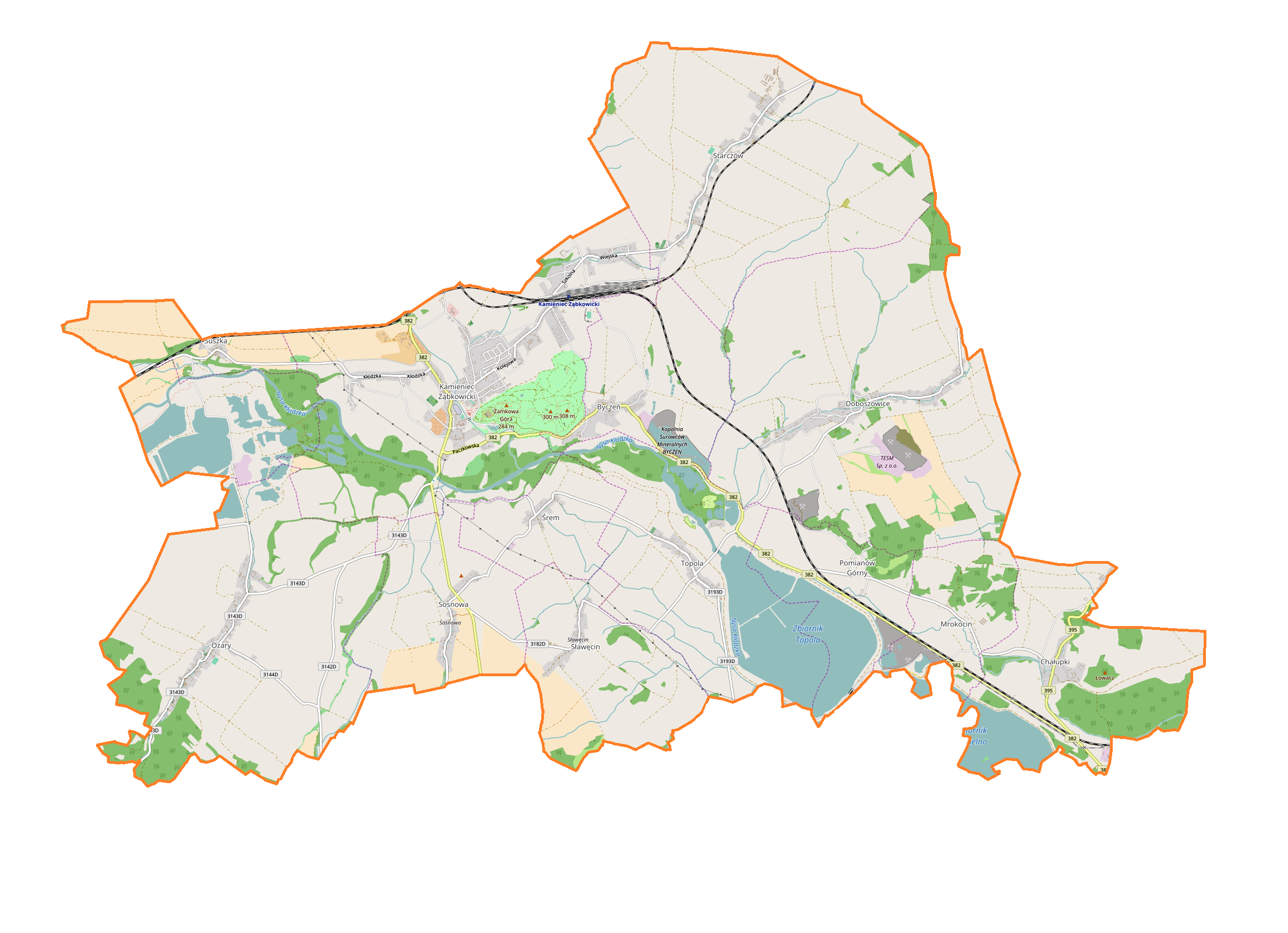
Karte der Gemeinde

Die Gemeinde liegt im Südosten von Niederschlesien, etwa 60 Kilometer südsüdwestlich von der Woiwodschaftshauptstadt Breslau und grenzt im Nordwesten an die Gemeinde der Kreisstadt Ząbkowice Śląskie (Frankenstein). Die Glatzer Neiße (polnisch Nysa Kłodzka) durchzieht das Gemeindegebiet von Ost nach West und wird dort mehrfach aufgestaut.

## Verwaltungsgeschichte
Die Landgemeinde wurde 1954 in Gromadas aufgelöst und 1973 wieder gebildet. Von 1975 bis 1998 wurde der Powiat Ząbkowicki aufgelöst und die Gemeinde kam von der Woiwodschaft Breslau zur Woiwodschaft Wałbrzych. Seit Januar 1999 gehört die Gemeinde zur Woiwodschaft Niederschlesien mit Sitz in Breslau und wieder zum Powiat Ząbkowicki. Zum 1. Januar 2021 erhielt Kamieniec Ząbkowiec die 1946 entzogenen Stadtrechte und die Gemeinde den Status einer Stadt-und-Land-Gemeinde.

## Gliederung
Zur Stadt-und-Land-Gemeinde Kamieniec Ząbkowicki gehören 13 Orte mit 14 Schulzenämtern:
- Byczeń (Baitzen)
- Chałupki (Neuhaus)
- Doboszowice (Hertwigswalde)
- Kamieniec Ząbkowicki I & II
- Mrokocin (Brucksteine)
- Ożary (Hemmersdorf)
- Pomianów Górny (Oberpomsdorf)
- Sławęcin (Schlottendorf)
- Sosnowa (Wolmsdorf)
- Starczów (Alt Altmannsdorf bzw. um 1785 Alzendorf)
- Suszka  (Dürrhartha)
- Śrem (Schrom)
- Topola (Reichenau)

Ein kleinerer Ort ist Pilce (Pilz). Goleniów Śląski (bis 1947 Golanów; Gallenau) ist ein Stadtbezirk von Kamieniec Ząbkowicki.

## Denkmalgeschützte Sehenswürdigkeiten
- Kirchen in Byczeń, Doboszowice, Kamieniec Ząbkowicki, Ożary, Sosnowa und Topola
- Schloss Kamenz
- Ruine der Burg Chałupki (Burg Neuhaus)